# East Somerset Railway (1856)

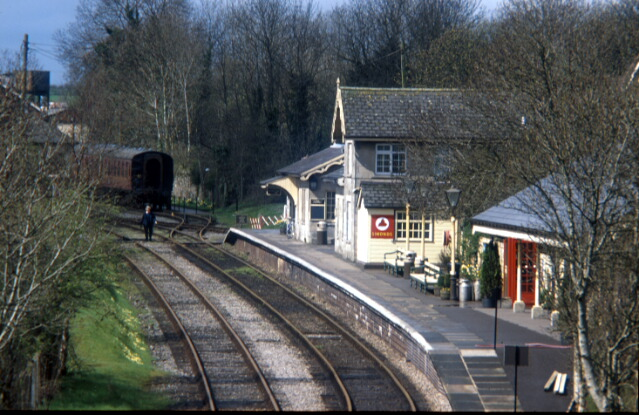
Bahnhof Cranmore

Die East Somerset Railway war eine britische Eisenbahngesellschaft in der englischen Grafschaft Somerset.
Die Gesellschaft wurde am 5. Juni 1856 gegründet, um eine Bahnstrecke von Witham Junction nach Wells in der Breitspurweite von 2140 mm zu bauen.
Am 9. November 1858 wurde die Strecke bis Shepton Wells und am 1. März 1862 schließlich bis Wells eröffnet. Am 21. Juli 1873 erhielt die Great Western Railway die Genehmigung, die Strecke auf Normalspur umzustellen. Am 30. Juni 1874 wurde die Übernahme der Gesellschaft durch die GWR genehmigt. Der Personenverkehr wurde am 9. September 1963 eingestellt. Der Güterverkehr wurde auf die Bedienung eines Steinbruches von Foster Yeoman bei Merehead und von Cranmore für den Bitumentransport reduziert.
Im Jahr 1975 wurde eine Museumsbahn auf dem Abschnitt zwischen Cranmore und Mendip Vale (östlich von Shepton Mallet) eingerichtet.